# 5-amino-6-(5-fosforibosilamino)uracil reduttasi
La 5-amino-6-(5-fosforibosilamino)uracil reduttasi è un enzima appartenente alla classe delle ossidoreduttasi, che catalizza la seguente reazione:
5-ammino-6-(5-fosforibitilammino)uracile + NADP+ ⇄ 5-ammino-6-(5-fosforibosilammino)uracile + NADPH + H+